# Superior (Colorado)
Superior é uma cidade  localizada no estado americano de Colorado, no Condado de Boulder e Condado de Jefferson.

## Demografia
Segundo o censo americano de 2000, a sua população era de 9011 habitantes.
Em 2006, foi estimada uma população de 10.262, um aumento de 1251 (13.9%).

## Geografia
De acordo com o United States Census Bureau tem uma área de
10,2 km², dos quais 10,2 km² cobertos por terra e 0,0 km² cobertos por água.

## Localidades na vizinhança
O diagrama seguinte representa as localidades num raio de 16 km ao redor de Superior.